# 케플러-37
케플러-37은 우주에 존재하는 항성 중에 하나이다. 케플러-37b, 케플러-37c, 케플러-37dfksms 4개의 외계 행성을 거느리고 있는 항성이다.

## 특징
케플러-37은 UGA-1785로도 알려져 있으며 지구에서 209광년 떨어진 거문고자리에 위치한 G형 주계열성이다. 그것은 케플러-37B, 케플러-37C, 케플러-37D, 케플러-37E의 외행성을 가지고 있는데, 이 모든 것들은 그것과 매우 가까운 궤도를 돈다. 케플러-37의 질량은 태양의 약 80.3%, 반지름은 약 77%이다. 태양과 비슷한 온도를 가지고 있지만 5,417K로 약간 서늘하다. 그것은 우리 태양의 절반 정도의 야금성을 가지고 있다. 행성의 나이는 대략 60억살의 나이로 태양보다 약간 나이가 많지만 여전히 주계열성이다. 2015년 1월까지 케플러-37은 별자리론을 통해 측정한 항성 중 가장 작은 별이었다. 이중에서 케플러-37B는 케플러-37에 가장 가까운 행성이다. 2013년 2월 발견 당시 외부로 알려진 것 중 가장 작았다. 지름이 3,865 킬로미터(2,402 mi)로 달보다 약간 크다. 약 0.1 천문단위(AU)의 거리에서 13일에 한 번씩 케플러-37을 공전한다. 케플러-37B는 표면이 암석이고 너무 작고 항성과 너무 가까워 물을 지탱하거나 대기를 유지할 수 없는 것으로 여겨진다. 표면 온도는 700 K(427 °C, 800 °F)로 추정된다. 케플러-37C는 지구 지름의 약 4분의 3이며 약 21일마다 0.14AU 미만의 거리에서 궤도를 돈다. 케플러-37D는 지구 지름의 약 2배이다. 약 0.21AU의 거리에서 약 40일 동안 궤도를 돈다. 둘 다 케플러-37에 근접하여 물을 지탱할 수 없다. 세 개의 내행성의 기간은 5:8:15 평균 운동 공명 관계에 가깝다.(1퍼센트 이내에 해당된다.) 2015년에는 38만4500km(23만8900mi) 떨어진 곳에 케플러-37D역을 설치해 사간플래닛워크를 더욱 확대할 수 있는 보조금을 승인받았다. 케플러 행성은 2012년 9월 케플러 우주망원경에서 검출된 트랜짓 이벤트의 도움으로 발견돼 2013년 2월 일반에 공표됐다. 컴퓨터 시뮬레이션은 행성 전달을 모방한 다른 천문학적 현상을 배제하기 위해 사용되었고, 각 잠재적 행성에 대한 오차 확률은 0.05%(3㎛)이다. 또한 시뮬레이션은 제안된 행성 구성이 안정적이라는 것을 입증했다. 이 외부 행성은 이전에 탐지된 어떤 것보다 상당히 작아서 우주과학연구소는 "망원경을 위한 중대한 기술적 개선"이 이루어졌다고 진술했다. 케플러 우주망원경 팀의 천체물리학자인 토마스 바클레이는 이 망원경이 지구 크기의 행성을 탐지할 수 있다는 것을 증명했기 때문에 이 발견은 이 프로젝트의 주요 목표인 쾌적한 행성을 찾는 데 "정말 좋은 소식"이라고 말했다. 그러나 그는 이런 행성이 잘 알려지지 않은 아주 적은 양의 빛 때문에 케플러-37B만큼 작은 행성을 발견하지 못할 것으로 예상한다. NASA의 과학자 잭 리사워에 따르면 케플러-37b의 발견은 "우리가 계속해서 추가 데이터를 수집하고 분석함에 따라 더 많은 행성 경이로움이 기다리고 있다는 것을 암시한다"고 한다. 칼텍 대학의 천문학자 존 존 존슨은 이 발견은 몇 년 전에 "상상할 수 없는" 발견이었을 것이며 이 망원경이 천문학자들의 우주 사진을 혁신시켰다고 말했다. 이 별자리론 연구는 부분적으로 비영리 단체인 백색 왜소 연구 회사에 의해 지불되었다. 2014년에는 궤도주기가 51일인 4번째 행성이 트랜짓 타이밍 변동을 통해 확인됐다. 이전에 이 신호는 거짓 양성으로 생각되었고 2021년에 다시 거짓 양성으로 주장되었다.

## 같이 보기
- 천문학
- G형 주계열성
- 주계열성
- 항성